# Day One
Pour les articles homonymes, voir Day One (homonymie).

Day One est un téléfilm américain réalisé par Joseph Sargent. Diffusé pour la première fois sur CBS le 5 mars 1989, il raconte l'histoire de la création de la première bombe atomique par une équipe de physiciens dirigés par Robert Oppenheimer pendant la Seconde Guerre mondiale.

## Synopsis
Le physicien hongrois Leó Szilárd fuit l'Allemagne nazie et arrive aux États-Unis, persuadé que le gouvernement allemand est en train de construire une bombe qui lui permettra de gagner la guerre. Avec l'aide d'Albert Einstein, il persuade le gouvernement fédéral de construire lui aussi une bombe atomique. Le général Leslie Richard Groves est chargé de superviser les opérations et engage le physicien Robert Oppenheimer pour être le chef de l'équipe de savants qui mèneront leurs recherches au laboratoire de Los Alamos au Nouveau-Mexique. C'est le début du Projet Manhattan.
L'élite des physiciens américains et européens participent à ces recherches (Enrico Fermi, Edward Teller, Niedermayer) mais pas Leó Szilárd que le général Groves considère comme un semeur de troubles. L'Union soviétique, qui a eu vent du projet, engage le savant Klaus Fuchs comme espion. Au bout de plusieurs années, la bombe A est finalement au point. Comme la guerre contre l'Allemagne est terminée, certains physiciens signent la pétition Szilárd demandant au gouvernement américain de ne pas s'en servir sans avertissement préalable adressé au Japon. Contre l'avis du général Eisenhower, le président Harry S. Truman décide de lâcher une bombe sur Hiroshima.

## Fiche technique
- Titre : Day One
- Réalisation : Joseph Sargent
- Scénario : David W. Rintels et Peter Wyden
- Montage : Debra Karen
- Photographie : Kees Van Oostrum
- Musique : Mason Daring
- Son : Don Cohers
- Effets spéciaux : Louis Craig
- Production : David W. Rintels
- Société de production : Spelling Entertainment
- Société de distribution : CBS
- Durée : 141 minutes
- Langue : Anglais
- Format : Couleur
- Pays :  États-Unis
- Date de sortie : 5 mars 1989

## Distribution
- Brian Dennehy : le général Leslie Richard Groves
- David Strathairn : Robert Oppenheimer
- Michael Tucker : Leó Szilárd
- Hume Cronyn : James F. Byrnes
- Richard A. Dysart : le président Harry S. Truman
- Hal Holbrook : le général George Marshall
- Barnard Hughes : le secrétaire à la Guerre Henry Lewis Stimson
- David Ogden Stiers : le président Franklin Delano Roosevelt
- Anne Twomey (en) : Kitty Oppenheimer
- Olek Krupa : Edward Teller
- Tony Shalhoub : Enrico Fermi
- Peter Boretski : Albert Einstein
- Lorne Brass : Klaus Fuchs
- Ester Spitz : Trude Weiss
- John McMartin : Dr Arthur Compton

## Récompense
Le film a remporté le Emmy Award de la meilleure série dramatique en 1989.

## Autour du film
- Le film est basé sur le livre de Peter Wyden intitulé Day One: Before Hiroshima and After.
- Le tournage s'est déroulé en partie à Montréal.